# Gregorio Luperón
Gregorio Luperón (8 de setembro de 1839 — 21 de maio de 1897) foi um militar e político dominicano. Foi o principal líder da restauração da República Dominicana após a anexação espanhola em 1863. Foi também presidente interino da República Dominicana entre 1879 e 1880.

## Juventude
Gregorio Luperón nasceu em 8 de setembro de 1839 em Puerto Plata, filho de Pedro Castellanos e Nicolasa Luperón. Seus pais eram donos de um ventorrillo (barraca de mercado rudimentar) que vendia alimentos caseiros como o piñonato, uma iguaria local feita de grãos de pinhão adoçados. A maioria deles foi vendida na rua por Gregorio e seus irmãos para ajudar no sustento da família.
Por volta dos 14 anos, Gregorio começou a trabalhar para Pedro Eduardo Dubocq, um madeireiro local de origem francesa. Enquanto trabalhava lá, ele demonstrou uma forte força de caráter e um talento especial para concluir da melhor maneira possível qualquer trabalho que lhe fosse atribuído. Por conta disso, o Sr. Dubocq promoveu Gregorio a um cargo de gerência. O Sr. Dubocq também permitiu que Gregorio passasse um tempo em sua biblioteca pessoal porque Gregorio queria enriquecer seu intelecto.
Em 1861, ocorreu a anexação da República Dominicana pela Espanha. Gregorio tinha apenas 22 anos na época, mas um sentimento de nacionalismo começou a crescer dentro dele. Durante uma ocasião, Gregorio foi preso, mas conseguiu escapar e fugir para os Estados Unidos em busca de proteção. Pouco tempo depois, Gregorio conseguiu retornar à República Dominicana pela cidade de Monte Cristi a tempo de participar do levante de Sabaneta (1863). No entanto, esta revolta teve vida curta devido à rápida resposta espanhola.
Após o fracasso em Sabaneta, Gregorio e seus compatriotas se esconderam nas montanhas de La Vega a fim de se preparar para uma revolução em grande escala contra as forças espanholas.

## Guerra da Restauração
Depois da chamada Grito de Capotillo na província de Dajabon em 16 de agosto de 1863 chefiada por Santiago Rodriguez e mais 14 homens, Luperon o tocou tomar iniciativas em Moca e La Vega usando sua patente de general.
Logo que possível, ingressou nas operações de Santiago onde foi comandado pelo comandante-chefe da guerra restaurativa, General Gaspar Polanco, que fora designado como tal pelo conselho. De seu posto, ele perseguiu os espanhóis em 6 de setembro na Batalha de Santiago.
Ele era um homem de forte senso patriótico e de grande valor no uso de armas e estratégias de guerra. 
Apesar de poderoso e disciplinado, o exército espanhol foi derrotado na estratégia de guerrilha, devido à inferioridade dos rebeldes em número e qualidade de meios.
Em seguida, ele reforçou as operações de Baní e San Cristóbal, onde expulsou os anexacionistas. Retornou a Santiago, onde apoiou sem reservas o governo de Gaspar Polanco, apesar de ter se recusado a participar do movimento que derrubou Salcedo, por entender que no governo de Polanco a guerra restaurativa recuperaria o vigor que perdera durante o governo de Salcedo.

## Guerra pós-restaurativa
Derrotado o exército espanhol, ele aceitou o cargo de vice-presidente do governo presidido por Benigno Filomeno de Rojas. Restaurada a República, ele voltou para sua cidade natal, Puerto Plata, onde estabeleceu uma casa comercial.
Ele se opôs ao retorno ao poder de Buenaventura Báez, o que levou ao seu exílio e expulsão do país. Poucos meses depois, ele voltou a se juntar ao movimento chamado Triunvirato de 1866, que derrubou Báez e se tornou o governo.
O Triunvirato é dissolvido em 1866 em favor da constitucionalidade do General José María Cabral para assumir a Presidência da República.

## Novo exílio
Este governo é derrubado em 1868, e Luperón é novamente forçado a deixar o país, por se opor às reivindicações de Báez, que busca os Estados Unidos com esse novo propósito.
Luperón consegue preparar uma expedição chamada "El Telégrafo", devido ao nome do navio que lhe foi utilizado.
A expedição revolucionária fracassa com a intervenção dos Estados Unidos, com quem Báez fazia acordos para a venda da península de Samaná. Isso motiva um novo afastamento de seu país, ele recuperou o apoio da opinião pública na América Latina contra o propósito de Baez e enviou manifestantes ao Senado dos Estados Unidos.
Quando Báez foi destituído do poder pela "Revolução Unista" em 1873, Luperón pôde retornar a Puerto Plata.

## Ministro e Presidente Provisório
Quando Ulises Espaillat assumiu o poder, Luperón foi nomeado "Ministro da Guerra e da Marinha".
Diante da renúncia de Espaillat, Luperón é exilado novamente e espera cerca de dois anos que seus ex-inimigos González e Báez se alternem no poder para um novo retorno ao país.
Após a derrubada do governo de Cesáreo Guillermo, Luperón assumiu a presidência de um governo provisório com sede em Puerto Plata. Os quatorze meses deste governo foram de paz, liberdade e progresso, produzindo eleições limpas em 1880, onde o Presbítero Fernando Arturo de Meriño foi eleito Presidente da República, também apoiado por Luperón.
Nesse governo, foi nomeado Enviado Extraordinário e Ministro Plenipotenciário na Europa. De volta ao país, foi nomeado Delegado do Governo em Cibao durante o regime de Francisco Gregorio Billini. Após sua renúncia em 1885, ele se juntou ao vice-presidente Alejandro Woss y Gil.

## Revolução de 1886
De seu cargo, e após a revolução de 1886, Luperón o enfrentou em Puerto Plata, contribuindo assim para o triunfo de Ulises Heureaux e sua promoção à presidência em 1887.
Heureaux, também de Puerto Plata, e que fora um valente restaurador como Luperón, começou a desenvolver um governo despótico e ditatorial, que gerou pesar e decepção em Luperón. Isso o levou a ir para o exterior para lutar contra isso. Sua campanha falhou por falta de apoio do governo haitiano.

## Morte
Doente na ilha de São Tomé, ele foi procurado por si mesmo Ulises Heureaux, para morrer em sua terra natal, Puerto Plata em 20 de Maio de 1897.
O Aeroporto Internacional General Gregorio Luperón foi nomeado em sua homenagem.